# Josef Švec
Josef Švec (28. června 1906 Chrast – 18. října 1942 Northolt) byl český pilot 311. československé bombardovací perutě.

## Život

### Před druhou světovou válkou
Josef Švec se narodil 28. června 1906 v Chrasti na Chrudimsku v rodině holiče Josefa Ševce a Marie, rozené Kyselové. Vystudoval čtyři roky na reálném gymnáziu a poté dva roky na obchodní škole. Během prezenční vojenské služby absolvoval poddůstojnickou školu, elementární leteckou a pokračovací stíhací školu, následně sloužil u kurýrní letky 113 leteckého pluku 4. V roce 1925 absolvoval ještě letecké učiliště v Chebu. Dosáhl hodnosti četaře. V roce 1928 se oženil a stal se otcem. Žil v Dolní Březince u Světlé nad Sázavou.

### Druhá světová válka
Po německé okupaci opustil Josef Švec 18. srpna 1939 v prostoru Ostravy ilegálně Protektorát Čechy a Morava a přihlásil se na československém konzulátu v Krakově. Dne 29. srpna byl zařazen do polského letectva a odeslán na základnu v Dęblinu. Po pádu Polska v září 1939 padl do sovětské internace. Po propuštění 21. února 1941 odcestoval přes Turecko a Haifu do Spojeného království, kam dorazil 27. dubna téhož roku. Vstoupil do Royal Air Force a po výcviku na britskou leteckou techniku byl zařazen k 311. československé bombardovací peruti. Dne 27. září 1942 byl raněn střepinou do nohy během potopení německé ponorky U 165. Dne 18. října téhož roku letěl jako cestující ve stroji Vickers Wellington T2564 KX-T v rámci přeletu do Londýna společně s dalšími třinácti příslušníky 311. perutě a jedním belgickým důstojníkem. Stroj se z nezjištěných příčin zřítil u letiště Northolt a všichni na jeho palubě a šest dalších osob na zemi zahynulo. Byl pohřben 23. října na hřbitově v Brookwoodu. Dosáhl hodnosti rotmistra.

## Posmrtná cenění
- V roce 1991 byl Josef Švec in memoriam povýšen do hodnosti plukovníka